# Risako Ōga
Risako Ōga (jap. 大賀 理紗子, Ōga Risako; * 4. Januar 1997 in der Präfektur Tokio) ist eine japanische Fußballspielerin.

## Karriere

### Verein
Ōga spielte in der Jugend für die JEF United Chiba und Nippon Sport Science University. Sie begann ihre Karriere bei Nojima Stella Kanagawa Sagamihara.

### Nationalmannschaft
Ōga wurde 2019 in den Kader der japanischen Nationalmannschaft berufen und kam bei der SheBelieves Cup 2019 zum Einsatz. Insgesamt bestritt sie drei Länderspiele für Japan.